# Jedlik Ányos-díj (Borura derü)

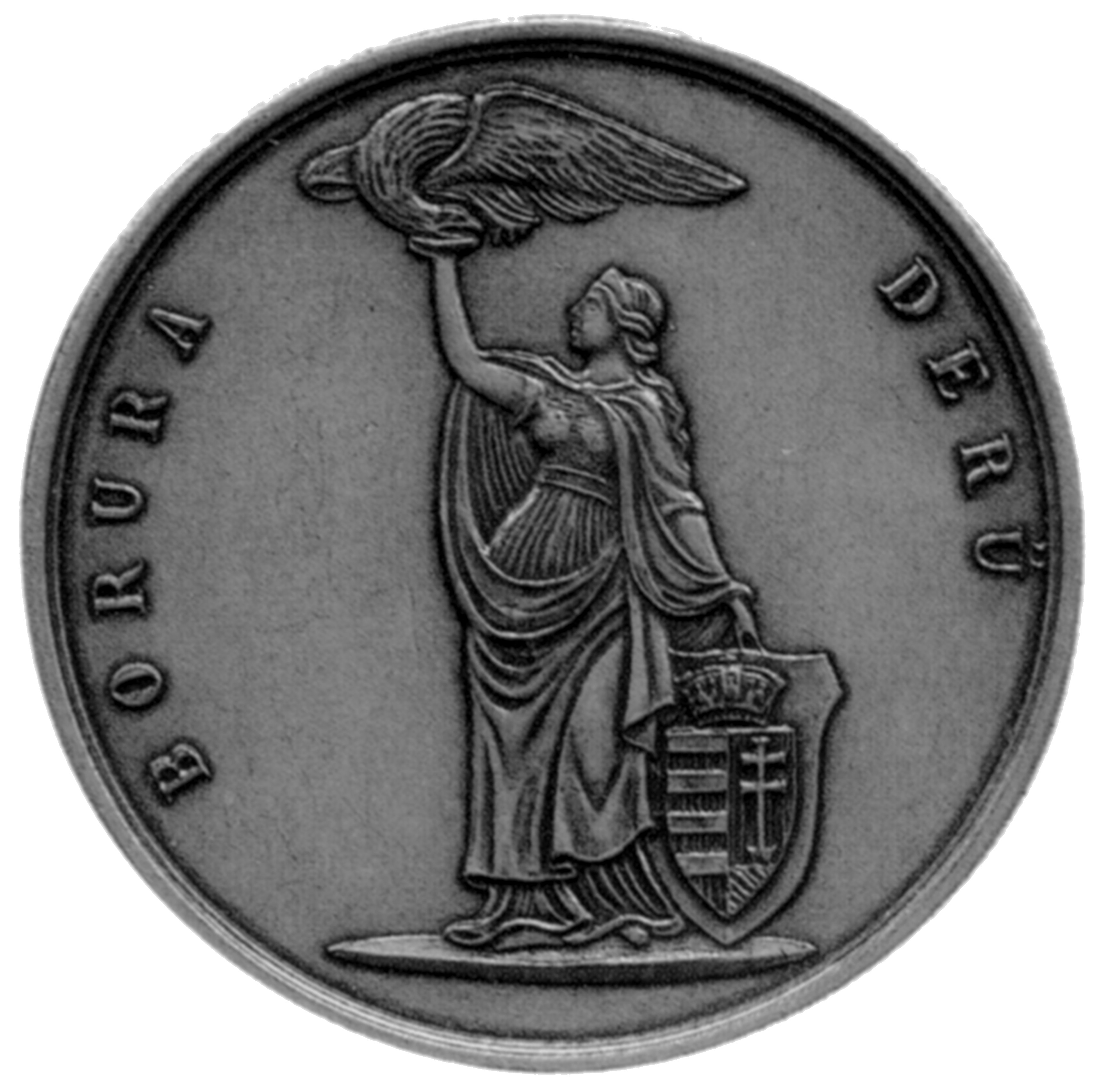
BORURA DERÜ díj

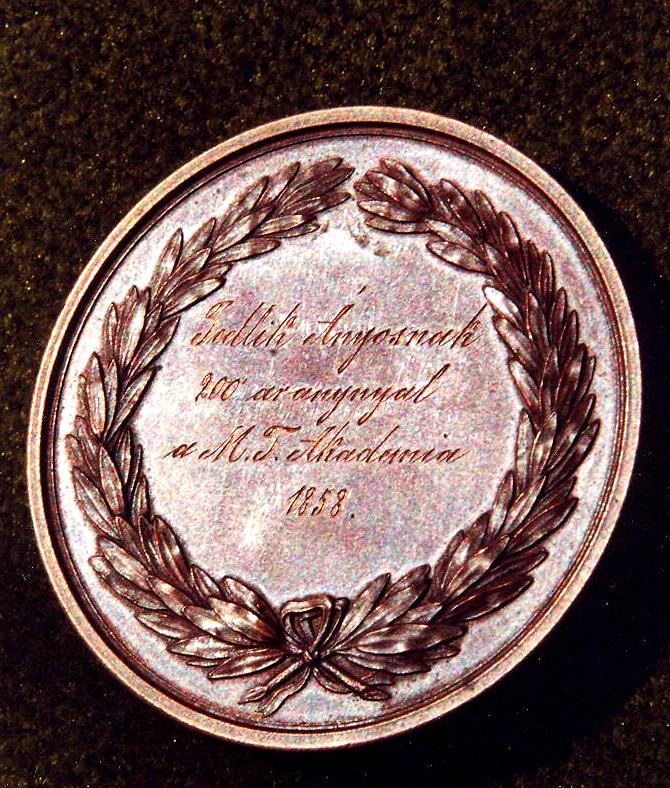
Jedlik Ányos eredeti díja

Jedlik Ányos 1858-ban megkapta a Akadémiai Nagyjutalmat, illetve az ezt helyettesítő nagyjutalmi érmet, elsősorban a „Nehéz testek fizikája” című egyetemi tankönyv megírásáért. Az emlékérem elülső oldalán az Akadémia jelmondata: „borura derü” olvasható. (Jedlik Ányos nagyjutalmi érmét a Pannonhalmi Főapátság éremtára őrzi.)
A javaslattevő bizottság tagjai: Gebhardt Xavér Ferenc, Bugát Pál, Balásházy János és Tarczy Lajos voltak. A Jedlik Ányos Társaság (Budapest) ezen hagyományt felújítva, Jedlik Ányos emlékére hozta létre a Jedlik Ányos-díj (Borura derü) emlékérmet születésének 200. évfordulójára.

## Előzménye
A Magyar Tudós Társaság az Akadémia jutalmazási rendszerének kidolgozására 1831. február 14–24. öttagú bizottságot hozott létre.
Tagjai: Jankovics Miklós, Balásházy János, Bitnicz Lajos, Guzmics Izidor OSB és Horváth József voltak.
A bizottság indítványát az Akadémia nagygyűlése elfogadta és „Nagyjutalom”-ként 1832-től kezdődően több mint egy évszázadon át ez a jutalom jelentette az Akadémia legnagyobb elismerését.
Az Alapszabály értelmében a megjelent műveket bírálatra bocsátotta. A bíráló bizottságba akadémikusokat kértek fel.
1836-tól gróf Széchenyi István javaslatára a nagyjutalmi díjat – 200 aranyat – külön erre a célra csináltatott serlegben adták át. A pályanyertesek 1837–1847 között kapták csak az arany jutalmat, mert az Akadémia pénzügyi helyzete ezután ezt nem tette lehetővé. Ettől kezdve a gesztusnak a fenntartására a díjnyertesek nagyjutalmi érmet kaptak az Akadémiától.
Az Akadémiai Nagyjutalom az 1847. évi tevékenység mérlegelése után 1848-ban került utoljára kiadásra.

## A díj alapítása
A Jedlik Ányos Társaság névadója születésének 200. évfordulójáról méltóképpen kívánt megemlékezni. Ebben a Jedlik Ányos Társaság tisztikarának teljes körét, a tagság minél szélesebb körét, de a tagságon kívül is számos szakembert kívánt bevonni.
A Jedlik Ányos Társaság 1999. június 30-án tartott elnökségi ülésén úgy határozott, hogy minden közreműködő, aki a bicentenárium sikerét tanulmányok, cikkek írásával, előadás tartásával, szervező munkájával vagy egyéb módon előmozdítja, részesüljön az Akadémia említett nagydíjának másolatában. Ez nagyságát, kivitelét illetően megfelel az eredetinek azzal a változtatással, hogy az érme hátoldalán az éremben részesülő nevét tüntetik fel.

## Az érem
Az érmét bronz és ezüst változatban készül. A bronz változatot személyek, az ezüst változatot intézmények, szervezetek (jogi személyek) kapják.

## Tervezője
Az érem tervezője Szabó Géza szegedi ötvösművész.